# ارين لوروا جونز
ارين لوروا جونز (بالإنجليزية: Warren Leroy Jones)‏ هو قاضي أمريكي، ولد في 2 يوليو 1895 في غوردن في الولايات المتحدة، وتوفي في 11 نوفمبر 1993 في جاكسونفيل في الولايات المتحدة.